# Giovanni Teotini
Giovanni Teotini (Sulmona, 1914 – Masegoso, 19 marzo 1937) è stato un militare italiano, decorato di Medaglia d'oro al valor militare alla memoria nel corso della guerra di Spagna.

## Biografia
Nacque a Sulmona, provincia dell'Aquila, nel 1914, figlio di Luigi e Carolina Capasso. 
Rimasto orfano di padre, un colonnello di fanteria caduto nella prima guerra mondiale, iniziò gli studi a Bari, proseguendoli a Roma presso l'Istituto Massimiliano Massimo e poi nel Collegio Militare dove conseguì il diploma di maturità classica. Nell’ottobre 1932 fu ammesso a frequentare la Regia Accademia Militare di Artiglieria e Genio di Torino, da dove uscì con il grado di sottotenente in servizio permanente effettivo dell'arma di artiglieria il 1º ottobre 1934. Uscito fra i primi classificati dal corso di applicazione d'arma nel 1936 e promosso tenente, fu destinato a prestare servizio presso l'8º Reggimento artiglieria di Corpo d'armata a Roma. Pochi mesi dopo, il 6 febbraio 1937, si imbarcò a Napoli sul piroscafo Lombardia sbarcando a Cadice il giorno 11 dello stesso mese. Giunto in Spagna, fu incaricato della formazione di una batteria di obici da 100/17, formata in parte da personale spagnolo, la 7ª dell'VIII Gruppo "Cesare Augusto", ed assuntone il comando entrò in combattimento pochi giorni dopo. Cadde in azione a Masegoso il 19 marzo 1937, e con Regio Decreto del 18 aprile 1940 fu insignito della medaglia d'oro al valor militare alla memoria.

### Fonti
1. 1 2 3 4 5 6 7  Combattenti Liberazione.
2. ↑   Bollettino ufficiale delle nomine, promozioni e destinazioni negli ufficiali e sottufficiali del R. esercito italiano e nel personale dell'amministrazione militare, 1940,  p. 6813. URL consultato il 12 marzo 2022.
3. ↑  Medaglie d'oro al valor militare sul sito della Presidenza della Repubblica
4. ↑  Registrato alla Corte dei conti addì 18 maggio 1940, registro 16 guerra, foglio 317.